# Tørskind Grusgrav
Tørskind Grusgrav is een beeldenpark in de buurt van Egtved in Denemarken.
Het park, in een voormalige grindgroeve (Deens: grusgrav), bevat negen sculpturen in staal, graniet en hout. Thema van het park is de baan die de zon in de loop van een dag aan de hemel aflegt. Verandering van het licht leidt in samenhang met de beelden tot een verandering van het landschap. Vier van de werken zijn van de hand van de Deen Robert Jacobsen (daarin bijgestaan door zijn schoonzoon Bernard Léauté) en vijf van de Fransman Jean Clareboudt. De beeldhouwers werkten van 1986 tot 1991 aan de totstandkoming van het park. Tørskind Grusgrav is dagelijks toegankelijk.

## Fotogalerij

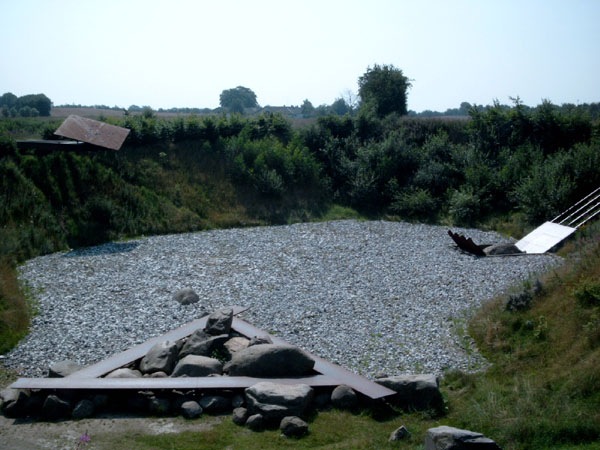